# 第二次埃納河戰役
第二次埃納河戰役（法語：Seconde bataille de l'Aisne），或稱貴婦小徑戰役（法語：Bataille du Chemin des Dames），是第一次世界大戰期間之尼維爾攻勢的主要戰役之一，該攻勢由羅貝爾·尼維爾將軍接替約瑟夫·霞飛擔任法國陸軍總司令後，於1916年12月策劃之。此次攻勢乃協約國軍試圖在西線戰場對德軍發動決定性打擊之舉，協約國戰略規劃自北向南發動攻勢，首先由英國遠征軍發動進攻，再由法軍兩個集團軍在埃納河戰線發動主攻。

## 背景

### 戰略策劃
尼維爾將軍深信，德軍在1916年的凡爾登和索姆河戰役中已元氣大傷，無法抵擋一次強烈的突破性攻勢。攻勢能在短短24至48小時內取得決定性的勝利。為了掩護對埃納河的主攻，英軍率先在阿拉斯發起佯攻。然而，法國陸軍部長利奧泰和總參謀長貝當對此計畫持反對態度，認為發動攻勢的時機尚未成熟。儘管英國遠征軍總司令道格拉斯·黑格支持與德軍決戰，但他也設定了備案：如果尼維爾計畫的前兩階段未能成功，英軍將轉移重心，向北方的佛蘭德斯地區發動攻勢。尼維爾威脅若不執行他的計畫，將辭去軍職。由於他過往戰績輝煌，從未遭遇過失敗，因此得到英國首相勞合·喬治的支持。法國總理白里安也贊同尼維爾的觀點。然而，陸軍部長利奧泰在與議會的爭論中辭職，白里安政府也隨之垮台。新政府於3月20日組成，由里博擔任總理。

## 戰前準備

### 德軍的防禦準備

#### 阿爾貝里希行動

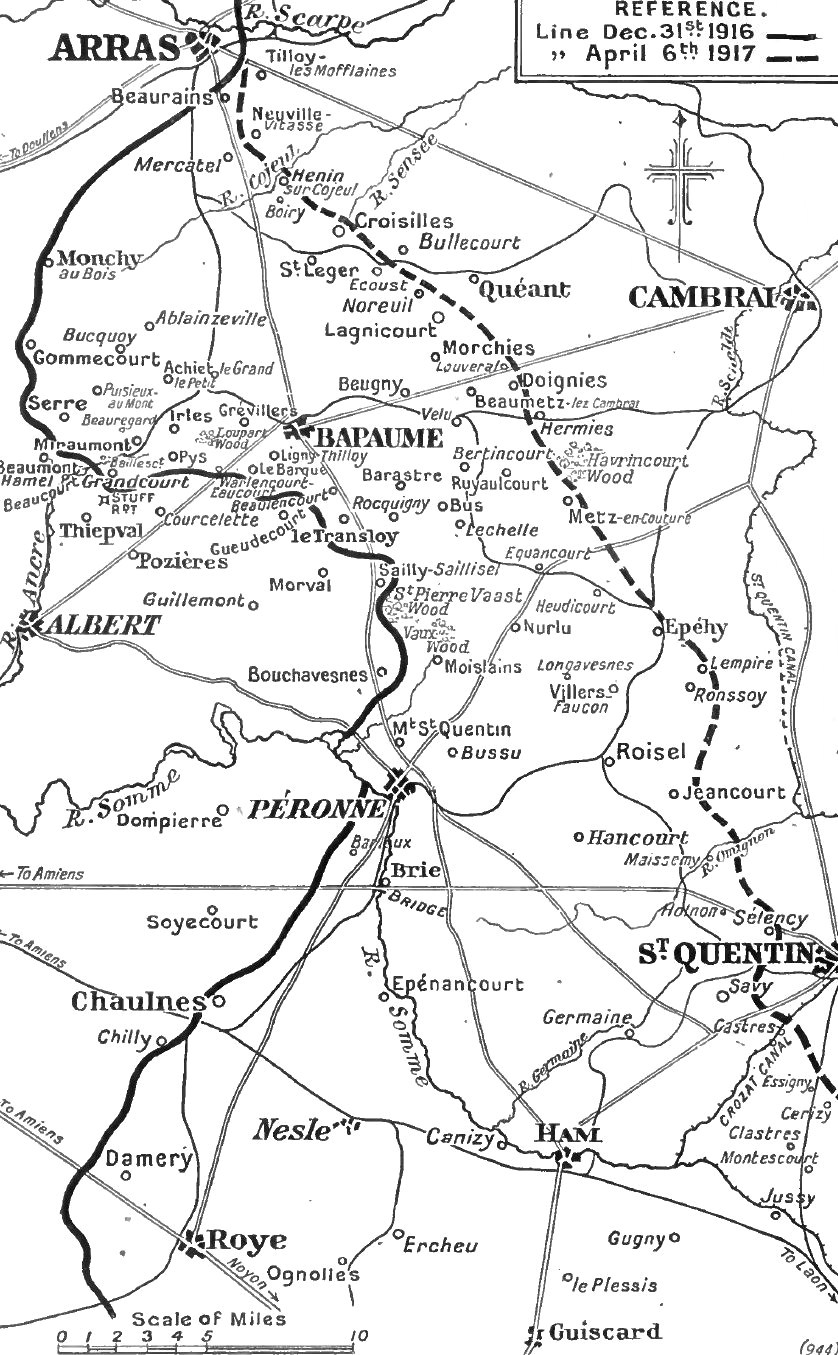
1917年德軍撤退至齊格菲防線（興登堡防線）的示意圖

1917年3月德軍撤退至齊格菲防線（興登堡防線）期間，在蘇瓦松附近進行小規模的撤退。3月17日，法軍發現克魯伊和132高地的德軍防禦工事空無一人。隨著法軍追擊德軍，德軍在弗勒尼和馬努瓦爾一帶發動反擊，使法軍的追擊速度減緩。4月，法軍僅推進到馬努瓦爾河畔的納維爾和勒伊。4月1日，法軍沿著艾萊特-拉昂（Ailette–Laon）公路進攻到拉福克斯和沃賽永郊外。幾天後，沃塞尼（Vauxeny）和沃賽永（Vauxaillon）被法軍佔領。

#### 德軍防守戰
1916年12月1日，德軍發布《陣地戰防禦作戰指揮原則》（Grundsätze für die Führung in der Abwehrschlacht im Stellungskrieg）手冊，確立了陣地防禦的指導方針。強調不惜一切代價堅守陣地，無論其戰略價值高低，皆應以保護火砲觀測點及後方通信線路為優先。進攻部隊將「戰至一兵一卒，耗盡資源」，而防守部隊則應「保存實力」。防守部隊將於各區域進行作戰。最前線為縱深達3公里的前哨地帶，後方設有偵聽哨；主防線則構築於斜坡之上，並位於火砲觀測哨前方，而觀測哨的位置則需在後方，以確保能有效觀測前哨地帶。主防線後方則為縱深1.3至1.8公里的戰區，其佈置需考量地形，以屏蔽敵方觀測，同時確保在德軍火砲觀測員的視野範圍之內。更後方的戰區，則由每個團的後備營進駐。

#### 野戰築壘
《野戰築壘原則》（Allgemeines über Stellungsbau）於1917年1月發布後，德軍在西線建立了一套基於哨兵控制的前哨防禦體系。核心在於「撤退和反擊」的戰術，哨兵在遭遇攻擊時，可撤退至由突擊隊控制的後方陣地，並與之會合，再由突擊隊發起反擊，奪回哨兵原先的陣地。此概念亦應用於更大範圍的戰區防禦。前線壕溝主要作為警戒線，部隊可於必要時撤退以避開敵方炮火，隨後再以反擊奪回陣地及前哨地帶。此撤退戰術主要應用於難以防守的小型戰區，這些區域常因協約國的炮火攻擊而難以固守，而此戰術可以陣地內進行反擊戰。由眾多步兵單位進行的分散戰鬥，將對進攻方造成阻礙；配備自動步槍的部隊，在觀測到的炮火支援下進行防守，防守效力將隨著敵軍的深入而逐步增強。德軍於1917年1月成立了專門學校，負責培訓步兵指揮官。
盟軍雖在彈藥和人力上佔有優勢，但其進攻縱使能滲透至第二道防線，後方將遺留部隊於德軍的據點中，造成盟軍傷亡及混亂。當進攻方試圖佔領據點，並於德軍第二道防線附近構築防禦工事時，部署於後方戰區的反擊師（Eingreif）之突擊營及突擊團，便會立即推進至前線戰區，發起反擊。若反擊未能成功，且失守陣地對維持主要防線至關重要，則反擊師將準備反攻行動。此戰術運用仰賴大量可隨時調往前線的後備師。德軍透過部隊內部重組、由東線調兵，以及藉由阿爾貝里希行動縮短西線戰線等方式，獲得足夠的後備兵力，共計創建了22個師。至1917年春，西線德軍已擁有高達40個師的戰略後備力量。

## 戰鬥過程

### 法國第三軍團

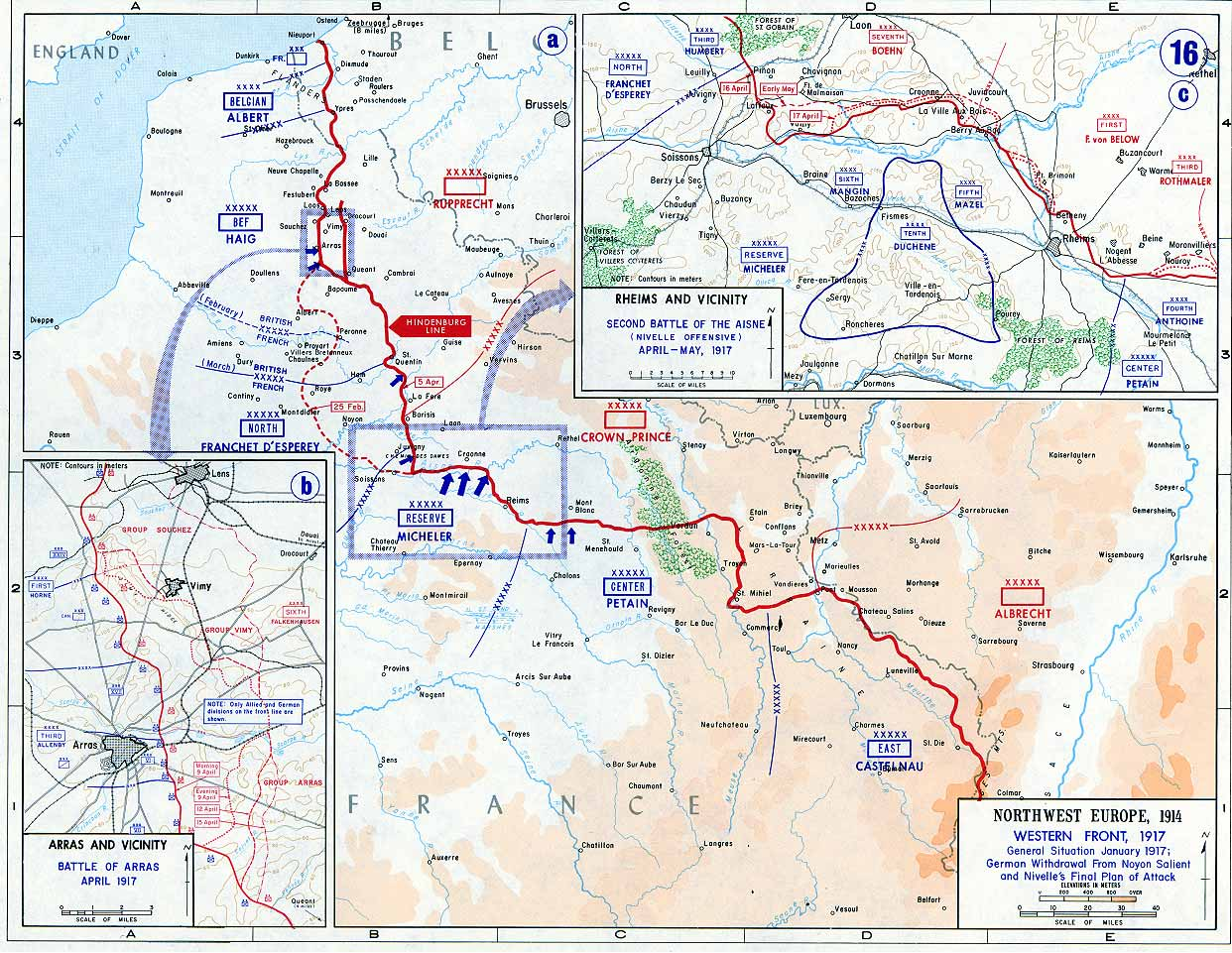
西線戰場，1917年4月

法國北方集團軍位於預備集團軍的北翼，該集團軍因其下屬之第一軍團調往預備集團軍，其兵力縮編至由三個軍組成的第三軍團。後者率先展開攻勢，於4月1日至4日及10日對聖康坦的德軍觀察哨進行了初步攻擊。4月1日，法軍派遣了大量偵察部隊前往達隆支線，但未能於德軍前線防禦工事中站穩腳跟，儘管北方的英軍第四軍團攻佔了薩維周圍的樹林。4月2日，法軍對達隆發動了更大規模的進攻，但以失敗告終。4月3日，第三軍團在砲擊後發動了進攻，正面寬約8英里，位於從卡斯特到大埃西尼和伯奈一線以北，介於聖康坦南部的達隆的索姆河運河（Somme canal）和瓦茲河之間。
法軍在4月4日的另一次進攻後，攻佔了達隆、吉夫庫爾（Giffecourt）、瑟里濟以及于爾維萊爾以南的111、108和121號高地，使得德軍在從阿姆到聖康坦和拉費爾的三角形頂點的陣地容易遭受攻擊。法軍在嚴寒和大雨中發動了進攻，由於德軍破壞了道路，以及少數幾條修復到足以通行的補給線上出現了嚴重的交通堵塞，導致補給長期短缺。在瓦茲河以東和埃納河以北，第三軍團佔領了拉福和沃塞尼的南部和西北部邊緣地區。4月4日，德軍在埃納河以北發動的反擊在沃塞尼和拉福以南被擊退。法軍佔領了瓦茲河西岸的穆瓦（Moy），以及於維萊爾和格魯吉，後者是索姆河東岸達隆對面的一個村莊。在拉福利農場以北，德軍被擊退；法軍繳獲了三門155毫米榴彈砲和幾輛空軍用的卡車。在達隆之外，法軍巡邏隊進入了聖康坦的西南部郊區。
北方集團軍的攻擊計劃分為兩個行動，第13軍的攻擊旨在奪取城市西南部的羅庫爾和穆蘭德圖萬（Moulin de Tous Vents），以掩護第13軍和第35軍對哈利和阿蘭庫爾的主攻，目標是佔領聖康坦以東和東南的高地。如果成功，法軍就能夠威脅到沿著瓦茲河到拉費爾的南方德軍側翼，由於預備集團軍群的第六軍將從南方發動攻擊，威脅到聖戈班山區以南的德軍陣地後方。法軍由於沒有向聖康坦開火，使德軍可以毫無阻礙地從大教堂和工廠煙囪進行觀察，並在郊區佈置大砲，免受反砲兵火力攻擊。法軍的攻擊只能在夜間或黃昏時進行，而雨雪、低雲和霧使得飛機無法進行砲兵觀察。德軍在齊格菲防線（興登堡防線）上的工作仍在繼續，但沿反斜面建造的第一道防線已經完工，可以對任何進攻部隊進行側翼射擊。事實證明，混凝土機槍陣地幾乎可以抵禦所有最重型和最精確的榴彈砲射擊，主陣地則由前方山脊上的觀察線保護，該觀察線控制著700至1000公尺深的無人區。
由於英軍第三軍團被調往北方，英軍第四軍團因缺乏師級部隊而無法協助法軍發動進攻，但能夠從北方提供砲火支援，並保持一個騎兵師待命加入追擊。法軍由於部隊被調往南方的預備集團軍，其砲兵部隊已減少到約250門大砲，這不足以同時轟擊德軍防禦工事和進行反砲兵射擊。4月13日凌晨5點，第13軍以兩個師發動了進攻；右翼的第26師攻佔了德軍第一道防線，然後擊退了德軍的兩次反擊，但左翼的第25師幾乎立即被未被切斷的鐵絲網和機槍火力阻擋，儘管法軍野戰砲兵在最後一刻推進到無人區以切斷鐵絲網。十三個進攻營的傷亡慘重。第三軍團司令安貝爾將軍命令第25師在下午6點再次發動進攻，但命令到達得太晚，進攻沒有進行。法軍飛機在進攻正面上空十分活躍，但在中午，大批德軍戰鬥機趕到，迫使法軍砲兵觀察和偵察機撤回前線後方。到當天結束時，第26師守住了100碼的德軍前線戰壕，而第25師則被迫撤回其出發的戰壕。德軍的砲火並不猛烈，防禦主要依靠機槍火力和快速反擊。原定於第二天進行的第13軍和第35軍的進攻最終被取消。

### 法國第五與第六軍團

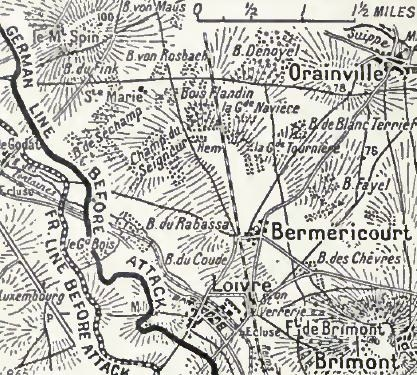
盧瓦夫和貝爾默里庫爾

4月16日，第五軍團在上午6時發起了攻擊，當時天氣陰雲密布。儘管德軍的火力要小得多，但德軍機槍手仍對法軍進行掃射，造成大量傷亡。右翼的庫爾西被派往西線的俄羅斯遠征軍第1旅攻佔，但在進攻埃納-馬恩運河時受阻。法軍在更向北的地方渡過了運河，並在德軍頑強抵抗下攻佔了貝爾默里庫爾。從貝爾默里庫爾到埃納河，法軍的進攻被德軍擊退，在河流以南，法軍步兵被迫撤回出發點。在埃納河北岸，法軍的攻勢成功，第42和第69師抵達了埃納河和米耶特河之間，攻進德軍第二道防線，貝里以北的推進則縱深達2.5英里。原伴隨法軍步兵到達第三個目標的坦克部隊姍姍來遲，而部隊由於傷亡和疲憊已無力跟進。一半的坦克在德軍防禦工事前被擊毀，隨後在法軍步兵前方充當碉堡，這有助於擊退德軍的大規模反擊。德軍步兵沿著戰線發起了反擊，奪回了貝爾默里庫爾，並在法軍步兵推進最遠的地方進行了有組織的反擊。在第32軍轄區的薩皮尼厄爾，第37師的進攻失敗，這使得該地區的德軍砲兵得以從側翼對相鄰的師進行側射，而這些師原本已經能夠推進，德軍的火砲也能夠攻擊埃納河北部的法軍坦克。第37師的戰敗恢復了盧瓦夫爾和瑞文古爾（Juvincourt）之間的德軍防禦陣線。

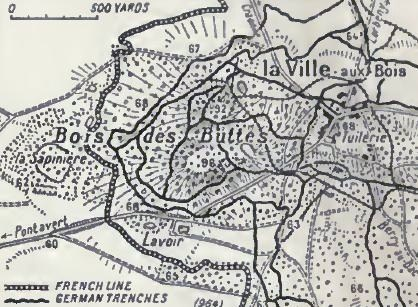
1917年埃納河畔維爾奧布瓦

第32軍的左翼師和第5軍的右翼師突破了瑞文古爾以南的德軍第二道防線，但從博馬賴樹林向米耶特河以南進攻的法軍坦克遭遇了襲擊。位於科爾貝尼東端克拉訥的德軍觀察員得以指揮砲火攻擊這些坦克，23輛坦克在法軍後方被摧毀；法軍坦克僅有少數到達德軍防禦工事，到傍晚只剩餘十輛坦克還能使用。在左翼，第5軍在博什樹林和維爾奧布瓦的小村莊受阻。在科爾貝尼的路上，第1軍幾乎沒有任何進展，到傍晚時分，其推進距離不超過德軍後備防線，僅前進了200公尺之多。法軍步兵傷亡慘重，先頭部隊中幾乎沒有部隊能夠繼續進攻。攻勢未能達到預定上午9點30分的目標，但法軍俘虜了7000名德軍士兵。第六軍團右翼的攻擊，其面向北方，介於烏爾什和米西之間，從烏爾什到蘇皮爾，其攻勢的成功不如第五軍團；第2殖民軍在最初的30分鐘內推進了0.5英里，然後德軍阻擾。第20軍從旺德雷斯到瓦茲-埃納運河的攻擊更為成功，右翼的第153師在第二次攻擊後抵達了庫爾特孔以南的科爾貝尼，推進了1.25英里。第6軍在其右翼、瓦茲-埃納運河以西推進，但其左翼受阻。在靠近拉福、面向東方的北部翼側，第1殖民軍僅能夠滲透到康德防線的防禦工事中幾百公尺，未能佔領穆瓦西農場高地。拉福先是被佔領，然後在一次反擊中失守，之後幾經易手，直到4月19日才最終才被佔領。在沃賽永以東、第六軍團的北端，在英國重砲的幫助下，法軍攻佔了辛格山，但隨後又在德軍的反擊中失守。第六軍團的行動俘虜了大約3500人，但沒有取得突破進展，僅到達了德軍第二道防線。

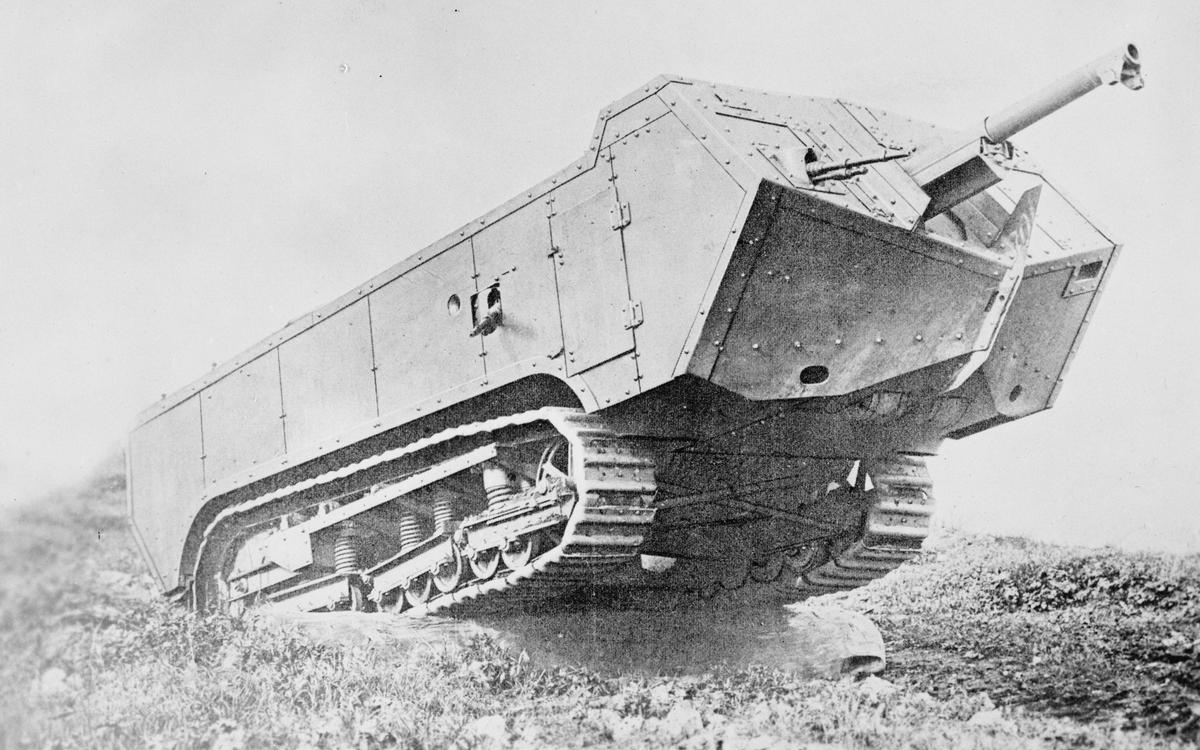
聖沙蒙坦克

第二天，尼維爾認為德軍打算堅守第六軍前方的陣地，因此下令第五軍團向東北方向進攻，以擴大戰果。第五軍團在4月17日未能取得實質性進展，但通宵持續進攻的第六軍團迫使德軍從布賴、孔代和拉福地區撤退到齊格菲防線，該防線從拉福磨坊延伸到科爾貝尼，並在庫爾特孔與原來的防禦工事相連。德軍的撤退非常倉促，留下了許多火砲和大量彈藥。法軍步兵推進了4英里，抵達了德軍的新陣地。

### 法國第四軍團
4月17日，法國中央集團軍左翼的第四軍團，從漢斯東部的奧伯里夫展開了在香檳區的輔助攻擊，這場戰役後來被稱為「山丘戰役」，由第八、第十七和第十二軍在長達11公里的正面發起攻勢。攻擊於凌晨4點45分開始。位於敘普東部的右翼警戒部隊由第24師建立，奧伯里夫則位於河流東岸，第34師則攻佔了科爾尼耶山和布隆山。19日，德軍出動了第5、第6（應急師）、第23師以及一個團的兵力，在諾魯瓦和莫龍維利耶之間發動反擊，但「山丘」陣地仍無被攻下，由法軍繼續堅守。在西岸，摩洛哥師在右翼的攻勢被擊退，但在左翼則攻佔了無名山。在該山東北部，法軍推進了1.5英里，隔天更進一步推進至上山以外。第四軍團的攻勢共俘虜了3,550人，並繳獲了27門火砲。5月27日，德軍攻勢一度取得成功，但隨後法軍的反擊奪回了上山周圍的陣地；由於兵力不足，德軍被迫採取零星攻擊，而不是沿著整個戰線同時發動總攻。

### 法國第十軍團

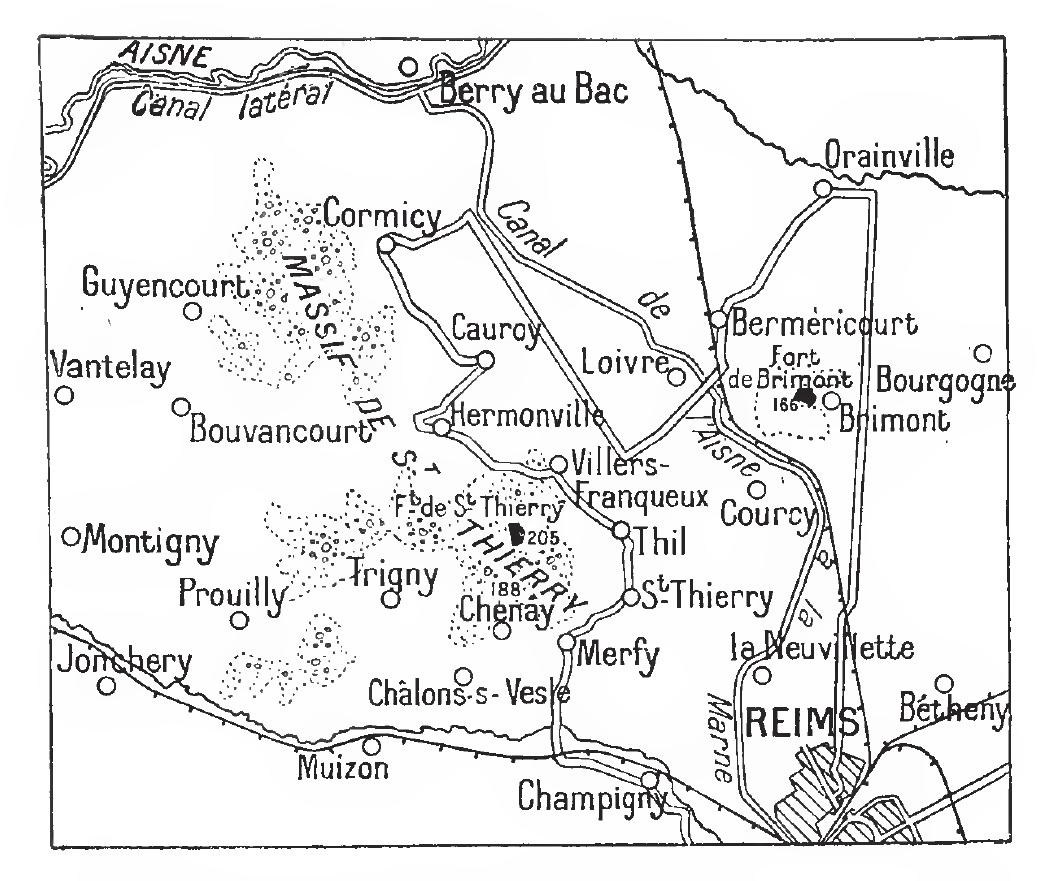
1917年第五軍和第十軍轄區

4月21日，尼維爾下令第十軍團在第五軍團和第六軍團之間向前推進。其麾下之第九軍和第十八軍接管了克拉訥和于特比斯（Hurtebise）之間的區域，第四軍團和第五軍團的前線則繼續進行局部作戰，但收效甚微。原定於5月4日至5日對布里蒙發動的攻勢，因法國政府的命令而延遲，最終未能執行。攻佔布里蒙本來具有重大的戰術價值。第十軍團攻佔了通往加利福尼亞高原的科爾貝尼，第六軍團則沿著科爾貝尼攻佔了2.5英里的齊格菲防線，然後在拉福對面的突出部發起進攻。5月5日，在沃賽永東南部的攻擊中，法軍佔領了穆瓦西農場和拉福磨坊，並擊退了德軍的反擊。隔天，法軍在磨坊以北再次發起進攻。德軍則在索松地區持續不斷地發動反擊和逆襲。截至5月5日，第六軍團已抵達阿勒芒郊區，並俘虜了大約4000人。第四軍的攻勢繼續進行，法軍攻佔了科爾尼耶山，截至5月10日，法軍已俘虜約2.8萬人，並繳獲187門火砲。

### 德軍第七軍團的反擊

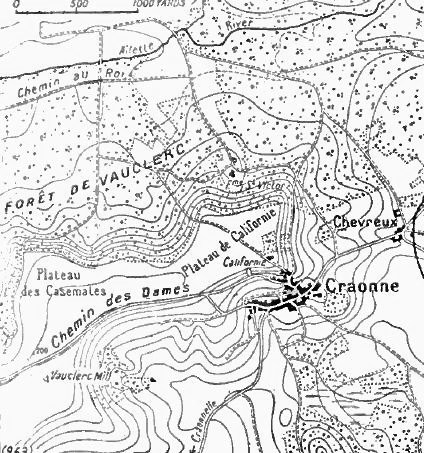
1917年的克拉訥和淑女之路東部

儘管未能突破防線，但法軍在沃賽永和漢斯之間以及莫龍維利耶高地奪取了德軍防禦區的大部分區域。為了阻止法軍鞏固陣地，德意志皇儲集團軍發動了反擊，主要在夜間進行，目標是科爾貝尼和莫龍維利耶山脈的制高點。5月6至7日和7至8日的夜間，德軍從沃賽永到克拉訥發動攻擊；5月8至9日的夜間，德軍在塞爾尼、拉博韋爾（La Bovelle）、于特比斯農場和加利福尼亞高原的攻擊均被擊退。隔天，德軍在克拉訥東北部、科爾貝尼東端山腳下的謝夫勒發動的反擊也被擊退。5月9至10日的夜間，德軍的多場攻勢被法軍的火砲和機槍火力擊退；法軍則設法在沃克勒高原的北坡繼續推進。5月10日，德軍在謝夫勒的另一次攻擊再次被擊退，法軍則在桑西以北向前推進。5月10至11日的夜間以及隔天，德軍在加利福尼亞高原和塞爾尼的攻擊均被擊退。5月16日，德軍從拉福磨坊西北部到索松-拉昂鐵路，在2.5英里的正面發動反攻，攻勢仍然失敗。天黑後，德軍在拉福磨坊以北和布賴昂-拉昂努瓦西北部的多場攻擊也以失敗告終。5月17日，法軍在克拉訥以東奪取了陣地；5月18日，德軍在加利福尼亞高原以及瓦茲-埃納運河以西的科爾貝尼發動的攻擊也被擊退。5月20日，德軍發動反攻，企圖奪回從克拉訥到拉馬爾邁松堡以東的法軍陣地，但被法軍火砲擊退。即使有德軍步兵突破了法軍的防禦圈，也很快就被法軍步兵阻止；法軍共俘虜了1000名未受傷的士兵。5月21日，德軍在沃克勒高原發動的突襲失敗；隔天晚上，法軍奪取了幾個剩餘的觀察哨，這些觀察哨控制著埃萊特河谷，並攻佔了謝夫勒以東的三條德軍戰壕。德軍在加利福尼亞高原的反擊被火砲和步兵輕武器火力擊潰，法軍俘虜了350人。

### 天文台之戰
1917年5月23日晚間8點30分，德軍對沃克勒高原發起的攻擊遭到擊退；24日，再次發動的攻勢也在一片混亂中被擊退。夜間法軍奪取了舍夫勒東南方的樹林，殲滅了兩個德軍營。25日，三支德軍縱隊攻擊了拉昂地區布賴西北方的一個突出部，一度在法軍第一道戰壕中佔據一席之地，但隨後被反擊部隊驅逐。26日，德軍對塞爾尼東西兩側突出部的攻勢均被擊退；從26日至27日，德軍在沃賽永和拉福克斯磨坊之間的攻勢也宣告失敗。28日，德軍在赫特比斯（Hurtebise）發起的兩次攻擊都被法軍的砲火擊退；5月31日夜間至6月1日，德軍在塞爾尼西部的攻擊也以失敗告終。6月1日上午，在猛烈的砲擊之後，德軍部隊佔領了拉福克斯磨坊以北的數條戰壕，但在下午又失去了陣地。6月2日，對法軍前線進行密集砲擊後，德軍發起了一次更大規模的攻擊，戰線從拉福克斯北部延伸到貝里奧巴克東部。6月2日夜間至3日，兩個德軍師對加利福尼亞高原的東部、西部和中部以及沃克萊爾高原的西端發起了五次攻擊。德軍以波浪式衝鋒，在某些地點甚至肩並肩推進，並配備了火焰噴射器部隊，一度在沃克勒高原取得了一些進展，但隨後被法軍的反擊奪回。儘管法軍構築的是臨時防禦工事，且德軍使用了大量的砲火來準備攻擊，但德軍組織的反擊收效甚微；在克拉奧訥東北方的舍夫勒，法軍甚至進一步推進到了拉昂平原。

## 戰鬥結果

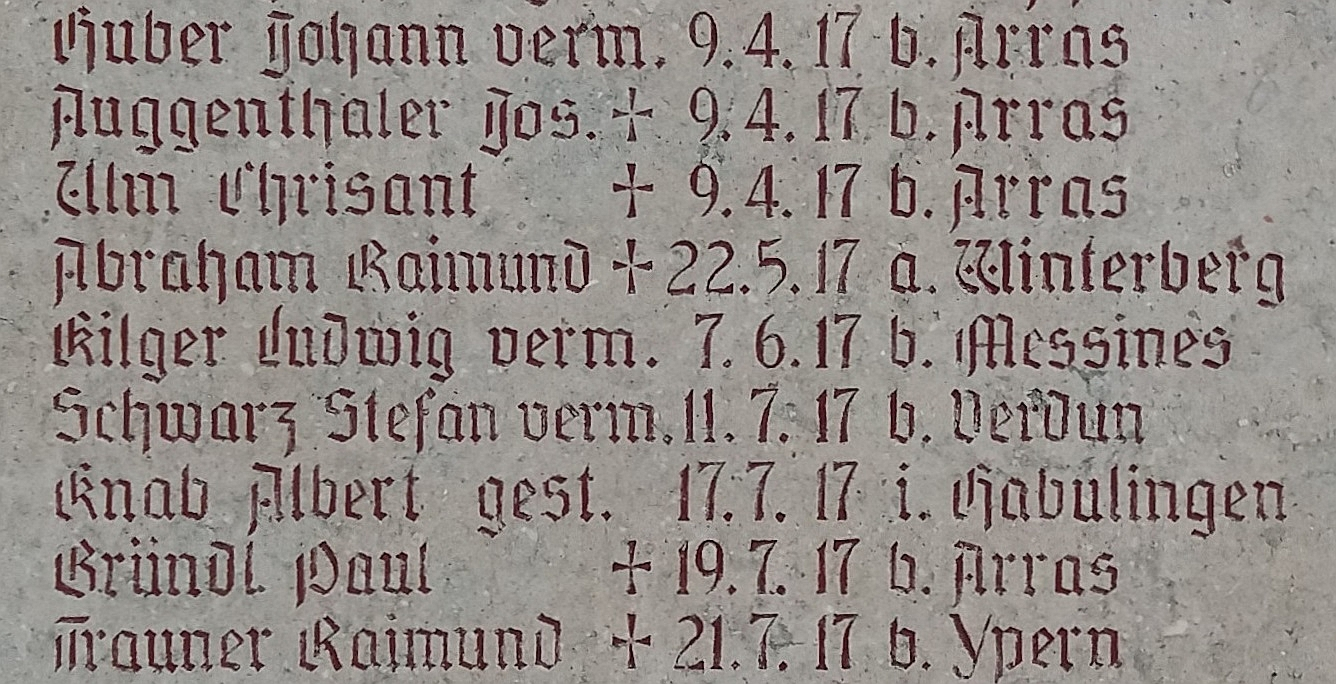
巴伐利亞邦魯爾斯多夫鎮的一座戰爭紀念碑

1939年，G.C.韋恩（G. C. Wynne）寫道，法軍在攻勢發起的幾天內，傷亡人數達11萬人，其中3.2萬人陣亡，對軍民士氣的打擊遠大於數字本身。在1939年出版的《世界大戰》一書中，德國官方史學家記錄截至六月底德軍的損失約為16萬人，其中包括3.7萬人失蹤，並聲稱法軍傷亡人數為25萬至30萬人，包括1.5萬人被俘。1962年，加拿大官方史學家傑拉爾德·尼科爾森（Gerald Nicholson）記錄德軍約16萬人傷亡，法軍則約18萬人。2005年，理查德·多蒂（Richard Doughty）引用的數據顯示，從4月16日至25日，法軍在埃納河的傷亡人數為13萬人，其中3萬人陣亡，10萬人受傷，4000人被俘；傷亡率自1914年11月以來最為嚴重。從4月16日至5月10日，第四、第五、第六和第十軍團俘虜了2.8萬人，繳獲187門火砲。第六軍團自壕溝戰以來，法軍最大的一次推進行動。

## 註腳
1. ↑  由路易·弗朗谢·德斯佩雷指揮的北方集團軍麾下僅有第三軍團（由喬治·安貝爾將軍指揮），該軍團麾下共有三軍，分別為第33軍轄下第77師和第70師駐紮在從庫西堡到瓦茲河一線，就在拉費爾以南；中央的第35軍轄下第53師、第61師和第121師，駐紮在從瓦茲河到于爾維萊爾附近；左翼的第13軍轄下第26師和第25師，駐紮在從于爾維萊爾附近到與英軍第四軍在薩維的邊界。第14軍則在紹尼附近待命。[10]
2. ↑  由於《勝利前奏》（1939年）一書中存在一些極其種族主義的段落，因此建議對該來源持謹慎態度。[11]
3. ↑  在720人的編制中，坦克乘員傷亡128人，76輛坦克被擊毀，其中57輛被燒毀，隨行的步兵傷亡率達40%。[18]